# Lenny Kaye
Lenny Kaye (ur. 27 grudnia 1946 w Nowym Jorku) – amerykański gitarzysta i kompozytor znany ze współpracy z Patti Smith.

## Życiorys
Kaye urodził się na Manhattanie w Nowym Jorku, a dorastał w dzielnicach Queens i Brooklyn. Jako nastolatek przeprowadził się do North Brunswick Township (New Jersey). Tam zaczął grać w swoich pierwszych zespołach: najpierw w The Vandals, później w The Zoo. W 1966 nagrał protest-song „Crazy Like a Fox” pod pseudonimem Link Cromwell.
W 1971 towarzyszył na scenie Patti Smith – początkującej wówczas poetce – akompaniując jej na gitarze, podczas publicznych wystąpień (recytacji wierszy). Od 1974 do 1980 prowadził z nią stałą współpracę jako członek jej zespołu: Patti Smith Group. Kiedy wiosną 1980 Smith zdecydowała się przerwać karierę, Kaye założył własną grupę: Lenny Kaye Connection z którą nagrał w 1984 jeden album: I’ve Got a Right. Później był producentem dwóch pierwszych albumów Suzanne Vega (1985–1987) oraz pierwszej solowej płyty Kristin Hersh z Throwing Muses (1994).
Inni artyści z którymi współpracował to: Soul Asylum (Hang Time), Allen Ginsberg („Ballad of the Skeletons”), The Weather Prophets (Mayflower), James (Stutter) i Cindy Lee Berryhill (Naked Movie Star).
Od 1996 ponownie występuje i nagrywa płyty z Patti Smith (po jej powrocie do życia muzycznego). W tym samym roku ukazała się autobiografia Waylona Jenningsa, której był współautorem. W 2004 wyszła następna jego książka „You Call It Madness” – biografia amerykańskiego muzyka z lat 30. XX wieku Russa Colombo.
Kaye był trzy razy nominowany do nagrody Grammy Award for Best Album Notes za adnotacje umieszczone we wkładkach do box setów: Bleecker & MacDougal, Crossroads i Elektrock.

## Dyskografia

### Lenny Kaye Connection
- I’ve Got a Right (1984)